# Виесите (река)
Ви́есите (устар. Весит; латыш. Viesīte, Vīseite) — река в Латвии, течёт по территории Айзкраукльского и Екабпилсского краёв. Правый приток среднего течения Мемеле.
Длина — 61 км (по другим данным — 59 км). Вытекает из озера Виеситес на высоте 96 м над уровнем моря в Виеситской волости на Селийском всхолмлении Аугшземской возвышенности. В среднем и нижнем течении течёт по Тауркалнской равнине, преимущественно на запад. Устье Виесите находится на высоте 46,2 м над уровнем моря, в 78 км по правому берегу Мемеле, около населённого пункта Красти в Маззалвской волости. Уклон — 0,8 м/км, падение — 49 м. Площадь водосборного бассейна — 438 км² (по другим данным — 432 км²). Объём годового стока — 0,11 км³.
Основные притоки:
- правые: Мелнупите, Суните, Палупе, Юга, Дзилна;
- левые: Дзелзите, Цезите[7], Жебере[6].